# Chrétien de Troyes
Chrétien de Troyes ([kretjẽ d trua]), starofrancouzsky Crestien de Troies, (asi 1130 – asi 1183) byl francouzský básník, truvér a výtvarník. Chrétienova básnická vyprávění tvořená přibližně v letech 1160-1185 o válečných a milostných dobrodružstvích, s tzv. artušovskou tematikou, patří mezi základní pilíře rytířského románu. Zachovala se čtyři: Érec a Enida, Lancelot, Cligès a Yvain. Ve svém díle Yvain se autor přiblížil struktuře románu moderního. Jeho příběhy byly určeny aristokratickému publiku a inspiraci autor nacházel v legendách keltských Britů a v poezii Provensálska, možná též během předpokládané návštěvy Anglie. Byl to on, kdo do starých artušovských příběhů doplnil postavu Lancelota.

## Život
O jeho životě se ví málo. Mezi lety 1160–1172 sloužil u dvora své patronky Marie Francouzské, hraběnky ze Champagne. Později byl jeho patronem flanderský hrabě Filip Alsaský (syn Dětřicha), jemuž je dedikován Chrétienův Perceval a jenž zemřel na třetí křížové výpravě roku 1191.

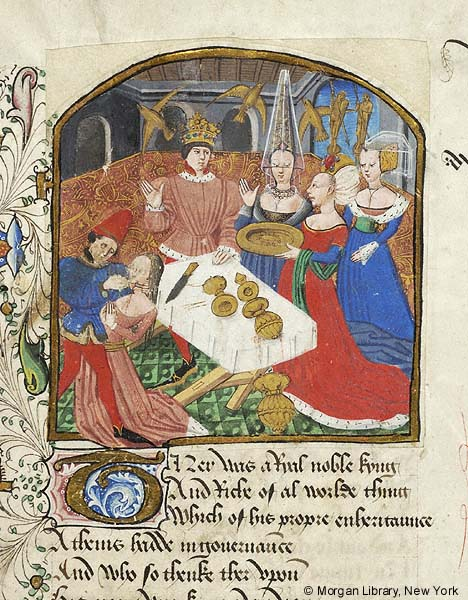
Téreus vyřezává Filoméle jazyk, vpravo Prokné předkládá Téreovi pečeni z jejich syna. Confessio amantis (1470), Morganova knihovna, New York

## Dílo
Začínal překlady antické poezie, přeložil zejména Ovidiovu Ars amandi a něco z jeho Metamorfóz. 
Dochovala se z nich jen báseň (poéma) Filoméla (Filoména), napsaná kolem roku 1168 a během středověku vydávaná opakovaně. Král Téreus chtěl utajit smilstvo se sestrou své manželky Filomélou, a proto jí vyřízl jazyk. Ta ho však prozradila tím, že jeho jméno vytkala do tapisérie. Manželka Prokné se za to Téreovi pomstila tak, že zabila jejich syna a Téreovi z něj předložila pokrm. Báseň se dochovala například v anglickém iluminovaném rukopisu Confessio amantis (Vyznání milence) z roku 1470.
Poté Chrétien zřejmě napsal epos o lásce Tristana a Isoldy, ale ten se nedochoval. Milostný příběh osudové lásky, uzavírající se až smrtí obou milenců, patří k nejznámějším milostným vyprávěním vůbec.
Žánr, který poté založil, bývá nazýván bretonský román. Nejstarší z těchto veršovaných románů je Li contes d'Erec (Érec a Enida). Líčí dobrodružství Ereca, jenž zkouší oddanost a pokoru své manželky Enidy. 
V dalším románu, Cligès, je mimo jiné zpracována východní pověst o ženě, již unesl její milenec, když ji omámil nápojem, takže byla považována za mrtvou. Tento motiv později využil i William Shakespeare v Romeovi a Julii.  
Kolem roku 1170 vznikl román Lancelot čili Li chevaliers de la charrete (Lancelot aneb rytíř s károu), jejž ovšem dokončoval Godefroy de Lagni. Do tvorby příběhu prý aktivně zasahovala hraběnka Marie. Chretien zpracovává starou keltskou pověst o královně Guenievře, již unesl kouzelník a vysvobodil ji rytíř, který překročil most šířky ostří meče. Chrétien do příběhu vložil motiv rozkmotření se krále Artuše s jeho rytířem Lancelotem kvůli Lancelotově lásce k Artušově ženě. Lancelot se nakonec s Artušem usmíří. Ona kára v názvu knihy poukazuje na to, že v jisté chvíli Lancelot ztratí koně a je vezen na káře, což byla pro rytíře té doby největší potupa. Kniha se stala jakýmsi zákoníkem středověké dvorské čili kurtoazní lásky. 
Z téže doby pochází Yvain čili Li chevaliers au lyon (Yvain neboli Rytíř se Lvem), často napodobovaný a "klasicky artušovský" příběh. 
Poslední Chrétienovo dílo je Perceval čili Conte dou Graal, které ovšem nedokončil. Pojednává o rytíři kulatého stolu, který hledá Svatý grál, a když jej nalezne, nevezme si ho, kvůli čemuž později zešílí. Jde o nejvíce mystický ze všech Chrétienových textů. 
Autorství dalších textů je již sporné. Chrétienovi se někdy přičítá například Contes del roi Guillaume d'Engleterre. 
O Chrétiénově stylu psal Ottův slovník naučný toto: "Jeho řeč je jasná, šťavnatá, sloh průhledný, sytých barev, rhythmus lehký, dialog stručný a živý. Vadou je však komposice, velmi nesouměrná a často nejasná; jiný, ještě vážnější nedostatek Chrétienův tkví v jeho duševní povrchnosti: Chrétien byl spisovatel elegantní, ale vážnost, duševní hloubka, opravdové básnické posvěcení mu scházelo. Zde překonal jej daleko Wolfram von Eschenbach, jenž zpracoval, ať na přímém či nepřímém podkladě, jeho Percevala, jako Hartmann von Aue jeho Erica a Ivaina." 